# 蓖麻海绵目
蓖麻海绵目（学名：Biemnida）是寻常海绵纲下的一个目。

## 下属分类
本目包括以下科：
- 蓖麻海绵科 Biemnidae Hentschel, 1923
- Rhabderemiidae Topsent, 1928